# Te Deum

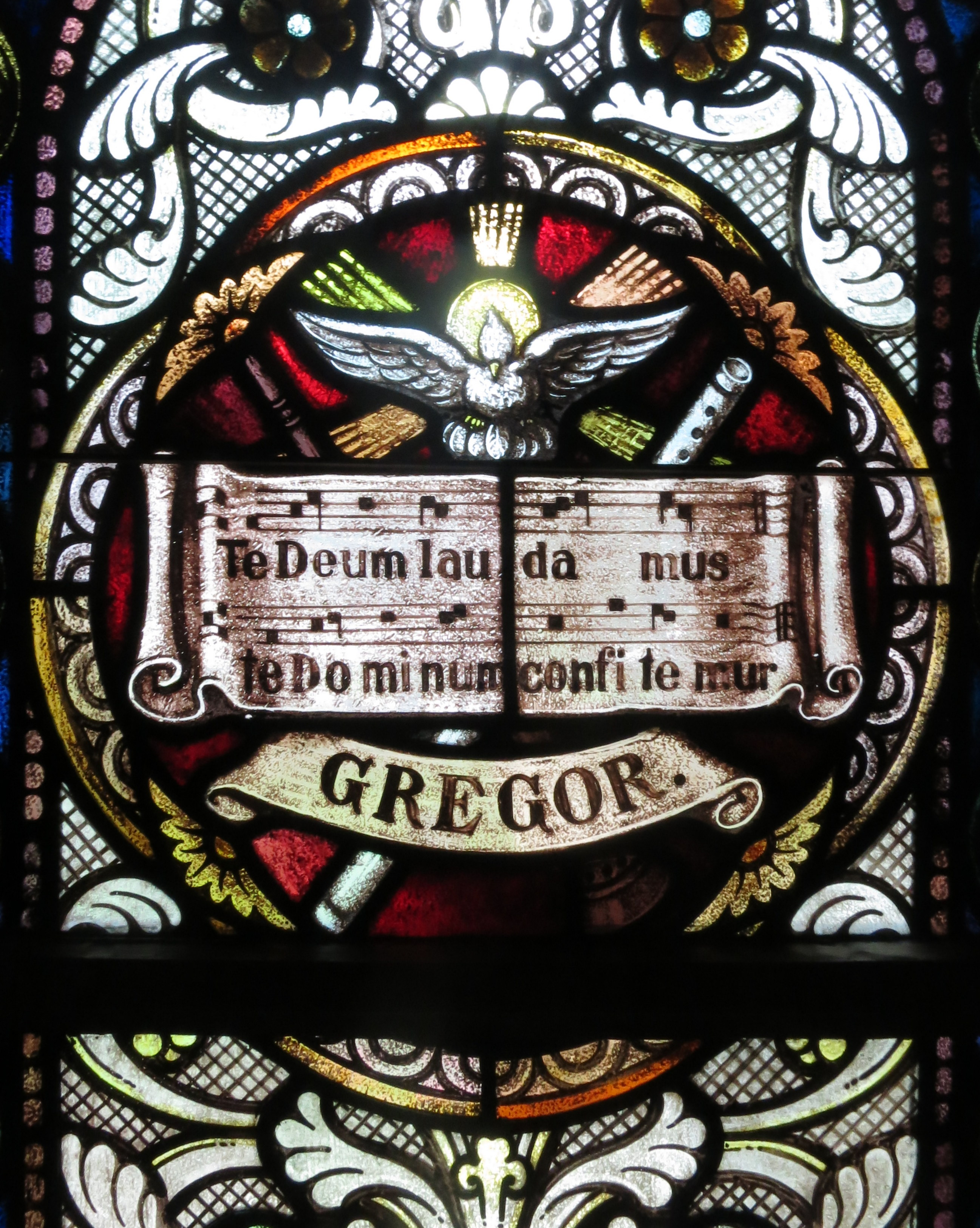
Lovsångens första rad på glasmålning.

Ambrosianska lovsången, eller Te Deum, är en av de äldsta och mest välkända hymnerna som används i den västerländska kristenheten vid stora högtider.
Första raden lyder på latin: "Te Deum laudamus, Te Dominum confitemur" (svenska: "Vi prisar Dig som Gud, vi bekänner Dig som Herre". Man ser vanligtvis en översättning som "Dig, Gud, prisar vi, dig, Herre, bekänner vi", vilket inte är överensstämmande med den latinska texten, och som har en annan innebörd). Inom romersk-katolska kyrkan sjungs den vid en del större gudstjänster och dessutom i tidegärden varje söndag och festdag. I lutherska kyrkor, inklusive Svenska kyrkan, används den vid vissa återkommande tillfällen men oftare i moderniserade former.
Hymnen har under många hundra år även använts vid större evenemang, till exempel nationella segerfester där man ville tacka Gud för en seger i krig. Den var särskilt vanlig vid kröning av kungar och kejsare som i äldre tid ofta var regenter av Guds Nåde. Ett  är kröningen av Karl den store år 800. Ett nutida exempel är firandet av prinsessan Estelles födelse år 2012. Eftersom hymnen varit så välkänd under så lång tid har Te Deum blivit ett begrepp i sig och får ofta beteckna olika former av tacksägelsegudstjänster eller -konserter.

## Texten
Texten är av mycket gammalt, men osäkert, ursprung. En legend, troligen från 800-talet, berättar att biskop Ambrosius av Milano på gudomlig ingivelse börjat sjunga denna hymn när han på påskaftonen år 387 döpte Augustinus och Augustinus stämde in och avslutade sången. Efter denna legend benämns hymnen ofta på latin Hymnus Ambrosii et Augustini (Ambrosii och Augustini hymn) och även sjungits som växelsång.
Vissa historieforskare har hävdat att Ambrosius översatt en gammal hymn från den österländska kyrkan till latin. Annan forskning har härlett texten till biskop Niketas av Remesiana (död år 414). Från latin har den senare översatts i ett mycket stort antal till många olika språk. Till svenska anges Laurentius Petri ha översatt texten antingen från latin eller från tyska.

## Musiken

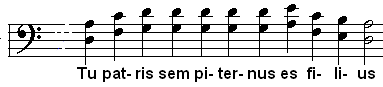
Noter för orgel.

Den ursprungliga melodin är ett av de äldsta kända musikaliska verken och är en växelsång satt i frygisk tonart. Melodin har under hundratals år sedan varierats och givits ut i olika sättningar, från soloröst till stora körer. Åtskilliga tonsättare har använt texten Te Deum för helt egna tonsättningar, både som enskilda sånger och som del i större verk, däribland Händel, Bruckner, Olsson, Roman och Charpentier vars Te Deum i D-dur används som Eurovisionens signaturmelodi. Särskilt framstående torde Lullys Te Deum vara, dels med tanke på att det föranledde hans något tidiga bortgång (se: Lully) och dels för att dess form och stil utvecklade barockmusiken mot högbarockens stora mässor och operor.

## Publicering (urval)
Ursprungstexten (på latin eller i översättning):
- Göteborgspsalmboken 1650 s. 18-20 under rubriken "Andelige Loffsånger."
- 1819 års psalmbok som nr 263 O Gud, vi lofve dig! O Gud, vi tacke dig! (Frans Mikael Franzéns översättning av Luthers Herr Gott, Dich loben wir)
- Nya psalmer 1921 som nr 503 O Gud, vi lova dig, O Herre, vi bekänna dig
- 1937 års psalmbok som nr 603 (samma som nr 503 i 1921 års utgåva)
- 1937 års psalmbok som nr 604 (samma som nr 263 i 1819 års utgåva)

Varianter:
- Martin Luthers tyska psalm Herr Gott, Dich loben wir från 1529
- 1819 års psalmbok som nr 272 Nu tacker Gud, allt folk
- 1937 års psalmbok som nr 12 Nu tacker Gud, allt folk
- Grosser Gott, wir loben Dich, katolsk variant på tyska
- Gud, vår Gud, vi lovar dig, svensk version av föregående
- "Eurovisionslåten", (Eurovisionens signaturmelodi) är hämtad från ett Te Deum av Marc Antoine Charpentier.